# Dia Mundial de les Llegums
El Dia Mundial de les Llegums és un dia internacional establert per l'Organització de les Nacions Unides per a l'Agricultura i l'Alimentació (més coneguda com a FAO, per les sigles en anglès: 'Food and Agriculture Organization') amb l'objectiu de conscienciar la població sobre els beneficis nutricionals del consum de llegums (fesols, llenties, cigrons i pèsols entre d'altres) com un aliment global, que permeti destacar la seva contribució als sistemes alimentaris sostenibles. Així, el dia 10 de febrer ha estat designat per l'Assemblea General de les Nacions Unides celebrada a Roma de data 20 de desembre de 2018, per a celebrar-se, anualment a partir del 2019.